# Liste der Monuments historiques in Vauclerc
Die Liste der Monuments historiques in Vauclerc führt die Monuments historiques in der französischen Gemeinde Vauclerc auf.

## Liste der Immobilien
| Bezeichnung       | Beschreibung                            | Standort               | Kennzeichnung | Schutzstatus | Datum | Bild           |
| ----------------- | --------------------------------------- | ---------------------- | ------------- | ------------ | ----- | -------------- |
| Kirche St-Louvent | aus dem 15. Jahrhundert                 | Rue de l’Église (Lage) | PA00078885    | Classé       | 1922  | weitere Bilder |
| Wegekreuz         | aus dem 17. oder frühen 18. Jahrhundert | Rue de la Croix (Lage) | PA00078884    | Inscrit      | 1927  | weitere Bilder |